# ヘンリー・ラッセル (陸上選手)
ヘンリー・ラッセル（Henry Argue "Hank" Russell、1904年12月15日 - 1986年11月9日）は、アメリカ合衆国の陸上競技選手である。彼は、1928年に開催されたアムステルダムオリンピックの男子4×100mリレーで金メダルを獲得した。

## 経歴
コーネル大学在学中に、IC4A（en:IC4A）主催競技会で1926年に100ヤード走 で優勝し、1925年と1926年には220ヤード走 で連覇している。最上級生となった年には、同大学のスフィンクス・ヘッド協会（en:Sphinx Head）の会員に選出されている。
アムステルダムオリンピックでは、100メートル競走と4×100mリレーの2種目に出場した。100メートル走では準決勝で10秒8の記録を出して4位に終わり、決勝には進出できなかった。
4×100mリレー走のアメリカ合衆国代表チームは、第1走者フランク・ワイコフ、第2走者ジェームズ・クイン、第3走者チャールズ・ボラー、アンカーのラッセルというメンバーで構成されていた。予選では41秒の記録で3組の1位となって決勝に進出した。翌日の決勝では、アンカーとして素晴らしい走りを見せ、2位のドイツ代表チームに0.2秒差をつけ、世界タイ記録となる41秒0を記録して金メダルの栄冠を勝ち取ることになった。
1986年に、ペンシルベニア州ウェストチェスターにおいて81歳で死去した。